# روتيربيرغ
روتيربيرغ (بالإنجليزية: Rooterberg)‏ هو أحد جبال سلسلة روتيربيرغ ويقع في كانتون لوسيرن في سويسرا. يحتل المرتبة رقم 451 في قائمة جبال سويسرا من حيث الارتفاع، إذ يبلغ ارتفاعه حوالي 840 متر، بينما يبلغ ارتفاع نتوء الجبل 380 متر.